# Torrent de la Fàbrega (Castellterçol)
El torrent de la Fàbrega és un torrent que discorre pels termes municipals de Castellterçol i de Castellcir, de la comarca del Moianès. El breu tram que discorre pel terme castellcirenc és dins de la Vall de Marfà.

## Termenal entre Castellterçol i Moià
Es forma a llevant del Pont de la Fàbrega, a ponent del Molí de la Fàbrega i de la masia homònima, per la unió de la Riera de la Fàbrega, que procedeix del sud-est, amb el torrent del Gai. Des d'aquest lloc s'adreça cap a ponent, però fent amples meandres. Deixa a l'esquerra el Pla Rubí, la masia del Gironès, on rep per l'esquerra el torrent del Gironès. Tot seguit gira cap al nord, i deixa a la dreta el Serrat del Vent i a l'esquerra el Pou de glaç del Saiolic i la masia del Saiolic. Poc després, en una altra de les seves giragonses -en aquest cas la que penetra més cap a llevant- troba la Balma de la Croixa a la dreta; una mica després, en la girada més cap al nord, troba la Font de la Golarda. En aquell lloc deixa de ser termenal per entrar dins de la Vall de Marfà, en el terme municipal de Castellcir.

## La Vall de Marfà, terme municipal de Castellcir

El Torrent de la Fàbrega, respecte del terme de Castellcir

En aquest terme fa un breu recorregut, entre la Font de la Golarda i la cua del petit embassament que hi ha al nord del Molí de Brotons. En aquest tram discorre pel sud de la masia de les Vinyes. Finalment, s'ajunta amb la Riera de Castellnou per formar entre tots dos la Riera de Marfà.